# Азовский морской институт Одесской национальной морской академии
Азовский морской институт Одесской национальной морской академии — высшее учебное заведение в городе Мариуполе.
Институт является ведущим центром высшего морского образования на востоке Украины и обеспечивает подготовку высокопрофессиональных кадров плавсостава для морского флота, морских предприятий и организаций Украины.

## История
В 1996 году Одесская национальная морская академия открыла в Мариуполе факультет, который в 2001 году был реорганизован в Азовский морской институт ОНМА. Мариупольский факультет со всей учебной и материально-технической базой был передан в 1996 году в состав ОНМА (на тот момент ОГМА - Одесской государственной морской академии) из подчинения Одесского национального морского университета (бывшего ОИИМФ - Одесского института инженеров морского флота, а на момент передачи ОГМУ - Одесского государственного морского университета). Передача Мариупольского факультета и дальнейшая его реорганизация в Азовский морской институт стала возможной благодаря усилиям первого директора АМИ - доктора технических наук, профессора, Заслуженного деятеля науки и техники Украины, академика Транспортной академии Украины Кравцова Тимофея Григорьевича. 
С сентября 2022 на базе Азовского морского института был открыт филиал Севастопольского государственного университета.

## Специальности
- Судовождение на морских путях
- Эксплуатация судовых энергетических установок
- Менеджмент организаций морского транспорта